# Romances sans paroles (Verlaine)
Romances sans paroles (Romances zonder woorden) is een verzameling van gedichten geschreven door Paul Verlaine die gepubliceerd werd in 1874. De bundel bevat ook het beroemde gedicht "Ariette III"  (Arietta III) waarvan de beginregels luiden: "Il pleure dans mon coeur comme il pleut sur la ville". (Het weent in mijn hart zoals het regent op de stad).
Het muzikale en subtiele Romances sans paroles markeert een hoogtepunt in de poëzie van Verlaine. Hij schreef het in de periode 1872-1873 tijdens zijn omzwervingen met Arthur Rimbaud. De intensiteit en wanhoop van deze vriendschap weerklinkt duidelijk in deze gedichtenbundel. Over diezelfde tumultueuze periode schreef Rimbaud Une saison en enfer (Een seizoen in de hel). 